# Mali Lovrečan
Mali Lovrečan – wieś w Chorwacji, w żupanii varażdińskiej, w gminie Cestica. W 2011 roku liczyła 65 mieszkańców.